# حماسه جنگ تمام‌عیار: تاج‌وتخت‌های بریتانیا
جنگ تمام‌عیار:تاج و تخت انگلستان اولین بازی از مجموعه فرعی حماسه جنگ تمام‌عیار و زیرمجموعه‌ای از مجموعه جنگ تمام‌عیار است که در سال ۲۰۱۸ منتشر گردید.

## داستان
سال ۸۷۸ پس از میلاد مسیح، بالاخره آلفرد بزرگ پادشاه انگلیس موفق شد تهاجم وایکینگ‌ها به جزایر انگلیسی را شکست دهد. با استقرار جنگ سالاران نورس (شاهان جنگی شمال) در سراسر بریتانیا، پادشاهان انگلیس، اسکاتلند، ایرلند و ولز برای اولین بار پس از ۸۰ سال آماده می‌شوند تا در جزیره باهم صلح جنگ کنند.
بازی شامل پادشاهی‌هایی همچون: وسکس، مرسیا، سیرسن، مید، گوینز، دانلا است.